# عبد اللطيف البدري
عبد اللطيف عبد الوهاب حسن المرعي البدري وهو العالم الباحث والطبيب ووزير الصحة في العراق لعامي 1965 – 1966، ويعد من الجراحين المعروفين في تاريخ الطب العراقي حيث أجرى أحدث العمليات الحديثة والمبتكرة ولأول مرة في العراق، وقتئذ مثل علاج قرحة المعدة الجراحي بقص العصب التائه، ومعالجة البواسير بالتجميد واستئصال ورم البنكرياس الخبيث، واستعمال الليزر في العمليات الجراحية, كما ابتكر جهازا جديدا للختان، وقد شارك بفعالية في تطوير الدراسة الطبية في العراق ونشرت لهُ الكثير من البحوث الطبية في المجلات الطبية العالمية، وكان رئيس الفرع الإقليمي لأكاديمية أمراض الجهاز الهضمي الدولية 1970 – 1977، وعضو الهيئة الإدارية لاتحاد الجامعات الدولي 1970 – 1975، وأفتتحت أثناء رئاسته للجامعة دراسة الدبلوم العالي للجراحة من جامعة بغداد، ثم أجري بجهوده أول امتحان أولي للزمالة البريطانية في الجراحة العامة FRCS في بغداد أثناء رئاسته للدراسات العليا في الكلية الطبية.

## ولادته وأسرته
ولد الدكتور عبد اللطيف في سامراء في 21 نيسان 1921، وينتسب لعشيرة البو بدري السامرائية العربية، وهو ابن الشيخ عبد الوهاب البدري رجل الدين البارز ومدير المدرسة الدينية في مدينة سامراء، وزوجته الدكتورة لميعة البدري طبيبة النسائية والأستاذة الشهيرة في جامعة بغداد، وشقيقه الدكتور علي طبيب الأسنان المعروف.

## الدراسة والنشأة
نشأ في مدينة سامراء وأكمل دراسته الابتدائية في مدارسها، ثم سافر لبغداد وأكمل دراسته المتوسطة في متوسطة الكرخ، ثم الثانوية في الإعدادية المركزية ببغداد عام 1938، وحصل على شهادة بكالوريوس في الطب والجراحة العامة من الكلية الطبية الملكية العراقية عام 1944.

## المناصب والاعمال
- عين طبيبا جراحا في الحلة ثم ذهب للتدريب كطبيب مقيم في مستشفى القصر العيني في القاهرة فحصل على دبلوم عالي في الجراحة العامة عام 1946 من كلية الطب جامعة القاهرة.
- أول عراقي يحصل على زمالة كلية الجراحين الملكية البريطانية FRCS في لندن عام 1948.
- حصل على اختصاص جراحة الجهاز الهضمي من جامعة شيكاغو عام 1957 ثم حصل على زمالة الأكاديمية الأمريكية في اختصاص جراحة الجهاز الهضمي عام 1970.
- أول عراقي يجمع البوردين البريطاني والأمريكي.
- عاد إلى العراق عام 1948، وأدى خدمة الاحتياط في حرب فلسطين 1948 في مدينة الرملة ثم نابلس.
- عين تدريسياً على ملاك الكلية الطبية العراقية والقسم الجراحي في المستشفى الملكي عام 1949، وتولى التدريب السريري للطلبة والمساهمة بتدريس التشريح وعلم الأجنة بالإضافة إلى المهام الجراحية في المستشفى الملكي.
- شغل منصب أستاذ في قسم الجراحة في كلية الطب منذ عام 1961 وإلى عام 1975.
- شغل منصب رئاسة قسم الجراحة من بداية عام 1963 ثم أصبح عميدا لكلية الطب بعد حركة 8 شباط 1963 ولمدة سنتين.
- شغل منصب وزير الصحة في 6 أيلول 1965, ثم اختاره عبد الرحمن البزاز وزيراً للصحة في وزارتيه المتعاقبتين للعامين 1965 – 1966، ثم بعد ذلك رجع إلى منصب أستاذ في كلية الطب، وسافر إلى القاهرة وعين أستاذا زائرا في جامعة القاهرة عام 1966.
- عاد من القاهرة إلى بغداد ورجع في منصبه استاذا لكلية الطب ثم عين رئيساً لجامعة بغداد في 8 آب 1970 ولغاية 1 آذار 1971, وهو أول طبيب يرأس عمادة جامعة بغداد.
- عمل أستاذا ورئيس لقسم الدراسات العليا في كلية الطب، حتى أحيل على التقاعد في عام 1975.
- غادر العراق وعمل مستشارا جراحيا طبيا في دولة الإمارات العربية المتحدة للاعوام 1977 – 1981.

ثم عمل أستاذا للجراحة في كلية الطب بالجامعة الأردنية للاعوام 1981 – 1984، وعين خلالها عميدا للكلية من 16 أيلول 1981 وحتى 31 أيار 1983، بقي بعدها في الأردن حتى نهاية الحرب العراقية الإيرانية في عام 1988، حيث رجع لبلده وظل بعدها في العراق متفرغا للكتابة والبحث في التاريخ الطبي مع معاناته من مرض القلب حتى عام 2003.
- شارك بعد سقوط بغداد عام 2003 في النشاط السياسي وانضم إلى تجمع العراقيين المستقلين عام 2005، وشارك في مؤتمر القوى الوطنية الذي نظمته حركة الوفاق الوطني العراقي عام 2005، كأحد الشخصيات التاريخية في السياسة العراقية، وعندما تشكلت القائمة العراقية الوطنية اختارته على رأس مرشحيها لمحافظة صلاح الدين لانتخابات مجلس النواب في كانون الأول 2005، ففاز وأصبح عضوا في مجلس النواب في لجنة الصحة والبيئة.

## من أهم إنجازاته
كان الدكتور عبد اللطيف البدري ذو نشاط واسع في مجال التوعية الصحية، حيث شارك في تحرير مجلة النداء الاجتماعي للاعوام 1949 – 1952 ثم تولى رئاسة تحرير مجلة رسالة الطب في بغداد للاعوام 1950 – 1956 وهي أولى مجلات الطب للجميع التي صدرت في العراق عن المجمع العلمي العراقي, ثم مجلة الإمارات الطبية للاعوام 1979-1981, بالإضافة إلى عضوية هيئة تحرير المجلة العلمية للكلية الطبية العراقية للاعوام 1956 – 1963.
ولجهوده البحثية المتميزة و لمكانته العلمية اختير عضوا في المجمع العلمي العراقي 1963 – 1979, و اعتمد مستشارا في الطب والتاريخ و عضوا مراسلا في مجمع اللغة العربية في القاهرة منذ عام 1970, و مجمع اللغة العربية في دمشق منذ عام 1972, وعضو شرف في المجمع العلمي الأردني عام 1982, كما كان عضوا متميزا في لجنة إعداد المعجم الطبي العربي الذي صدر عن مجلس وزراء الصحة العرب عام 1981.

## الجوائز والأوسمة
يؤثر لهُ مشاركته المتميزة في حرب فلسطين 1948, حيث عاد مباشرة بعد حصولهِ على شهادة الاختصاص من بريطانيا للتطوع في جبهات القتال ولقد ساعدته جمعية الهلال الأحمر العراقية لتأسيس مستشفى الهلال الأحمر في مدينة نابلس أثناء الحرب, و قام بإجراء العمليات الجراحية وتقديم الخدمات الطبية للمرضى من العسكريين والمدنيين العرب، فحصل على وسام الرافدين من الدرجة الثالثة للخدمات المتميزة في فلسطين عام 1948, ومساهماته في جمعية الهلال الأحمر العراقية, وحصل على الجائزة الأولى في المؤتمر الثالث لاتحاد الفسيولوجيين الأمريكيين عام 1957, وكذلك حصل على ميدالية أحسن بحث في المؤتمر الأول لاتحاد الأطباء العرب المنعقد في بغداد عام 1962, واهداه المجمع العلمي العراقي درع للمتميزين في العلوم التطبيقية.

## من مؤلفاته
نشر الكثير من البحوث العلمية في الدوريات والمجلات الطبية، وصدرت لهُ العديد من المؤلفات:
- رأي في المصطلحات الطبية، طبع في بغداد 1965.
- الآلات الجراحية عند العرب، طبع في بغداد 1966.
- المعجم الطبي الموحد، بالمشاركة ، طبع في بغداد 1972.
- الجراحة الطارئة و كوارث الحروب (بالمشاركة مع يوسف النعمان)، طبع في بغداد 1973.
- الجراحة العامة (باللغة الإنكليزية)، طبع في بغداد 1974.
- من الطب الآشوري ، طبع في بغداد 1976.
- التشخيص والإنذار في الطب الأكدي، طبع في بغداد 1976.
- الطب عند العرب (بالمشاركة)، طبع في بغداد 1977.
- المعجم الطبي الموحد، عربي إنكليزي فرنسي (بالمشاركة)، مجلس وزراء الصحة العرب، وطبع عدة طبعات.
- الطب في العراق القديم.

## وفاته
تعرض لمداهمة منزله من قبل قوات حكومية واعتدي على حراسه، ثم ساءت حالته الصحية مما دفعهُ لمغادرة العراق والإقامة في الأردن أواخر حياته. وتوفى بسبب مرض قصور الشرايين التاجية ومرض القلب في عمان يوم 22 حزيران 2013، ودفن في مقابر الأردن، ورثاه العديد من الشخصيات العراقية ومنهم الدكتور إياد علاوي والدكتور مهدي الحافظ وحميد مجيد موسى والدكتور عبد الكريم هاني والدكتور عمر الكبيسي والدكتور هاشم مكي الهاشمي والدكتور إحسان البحراني والدكتور هاني العزاوي والدكتور سعد الفتال والدكتور منذر الدوري والدكتور اسل يوسف عز الدين والدكتور خالد ناجي السامرائي، كما نعته الجمعية الطبية العراقية العالمية وقسم الجراحة في كلية الطب جامعة بغداد كأحد أبرز الجراحين في تأريخ العراق.